# Suárez (Cauca)
Suárez es un municipio colombiano ubicado en el departamento de Cauca, en el suroccidente de esta nación.

## Toponimia
En homenaje al presidente Marco Fidel Suárez.

## Geografía

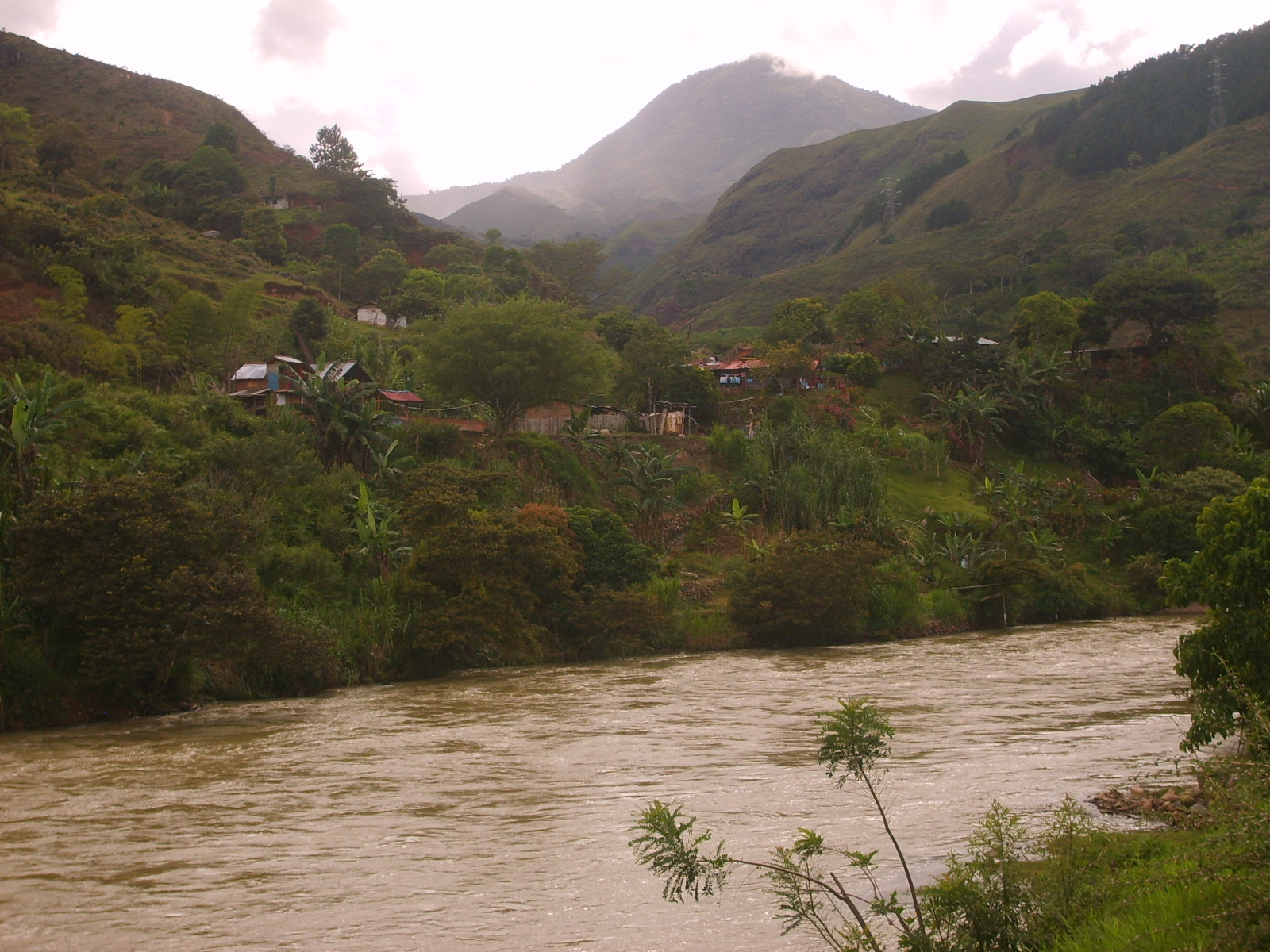
Río Ovejas

Se encuentra ubicado al noroccidente del departamento del Cauca, limita al norte y oriente con el municipio de Buenos Aires, al suroriente y al sur con el municipio de Morales y al occidente con López de Micay; su altura sobre el nivel del mar es de 1050 m, y temperatura media de 27 °C. Está separado de Popayán por 107 km. Su extensión total es de 389,87 km², de los cuales 3,57 km² corresponden a la parte urbana.

### Hidrografía
Sus ríos más importantes son el Cauca, Ovejas, Inguitó, Asnazú y Marilópez, Damián, Marilopito, las quebradas de El Chupadero, La Chorrera, Los Pasos, Los Morados, La Laja, El Danubio y San Miguel, asimismo, el embalse artificial Salvajina.

## División Político-Administrativa
Además de su Cabecera municipal. Suárez tiene bajo su jurisdicción los siguientes Centros poblados:
- Altamira
- La Betulia
- La Toma

## Historia
En el año de 1989 mediante Ordenanza 013 del 1 de diciembre, la Asamblea Departamental del Cauca determinó a Suárez como un nuevo municipio, su nombre nació como homenaje al Presidente Marco Fidel Suárez el cual en el año de 1900 hizo construir la estación y la vía del ferrocarril para que este punto de la geografía colombiana surgiera económicamente.
La Salvajina Ciro Molina Garcés fue construida en los años 70, para frenar las inundaciones que se producían en el río Cauca, sobre todo en la región del Valle del Cauca, Por otro lado, la producción de energía de esta central se estima en unos 270 megavatios.

## Yacimientos auríferos
Sus principales yacimientos y minas auríferas se encuentran en Altos de Sard, Presa inas, Altamira, San Pablo, Las Tijeras, Delucha, Las Auroras y los Micos, Cerros como Damián, El Jigual, Birimbi, La angarilla, El Alcalde, y Piedra Escrita, Lomas como Canoa, Redonda, El Mangón, Palma Rusia, Peñas blanca, Bellavista, Comedulce, Salvajina, La Toma, Cabuyal, La Estrella, La Alejandría, Los Motilones, Las Canoas, Loma de San Pablo, La Sierra, El Paso, El Pijol, Pechuga, La Alemania.

## Turismo
La represa de Salvajina constituye el principal atractivo turístico. Se encuentran diversos paisajes alrededor de los ríos Cauca, Inguitó, Asnazú, Ovejas, la quebrada San Miguel, la quebrada La Chorrera y sus vertientes. Asimismo, el municipio posee una variedad de recursos culturales (oro, exposiciones culturales, gastronomía, artesanía), que le da a sus tierras una geografía cultural diversa. También posee cerros como los de Damián, Tijeras, Negro y Comedulce, sobre la cordillera occidental. Los turistas suelen visitar la represa Salvajina, La Chorrera, El Salto, Charco Azul, el río Ovejas, El Sapo, y La Bocatoma, lugares con paisajes únicos en el Pacífico.

## Límites
Limita al norte y oriente con el municipio de Buenos Aires, al sur con el Municipio de Morales y al Occidente con López de Micay, con una extensión de 389,87 km², de los cuales 3,57 km² corresponde a la parte urbana.

## Economía
Sus sectores económicos fundamentales son la minería la cual se realiza en la zona suroriental del municipio, la agricultura con productos como el café, caña de azúcar, el fríjol, el maíz, la piscicultura, la avicultura, y la ganadería. Es de notar que el municipio es un importante productor de coca lo que ha favorecido la presencia de grupos armados en la zona.

## Carreteras
Suárez posee una vía principal pavimentada, que comunica al municipio, con el departamento del Valle del Cauca y con Morales; La vía desde Jamundí (Valle del Cauca) a Suárez está siendo pavimentada en el año 2016, por lo que se encuentra en buen estado.  Se puede ingresar por Santander de Quilichao o Morales (Cauca).  Otras vías secundarias, que comunican al municipio con los corregimientos de la zona; igualmente existen pequeños caminos rurales que interconectan las diferentes veredas pero se encuentran en pésimo estado.

## Personajes ilustres
- Francia Márquez, vicepresidenta de Colombia.